# Grote Oostenrijkse Staatsprijs
De Grote Oostenrijkse Staatsprijs (Duits: Großer Österreichischer Staatspreis) is een decoratie die jaarlijks uitgereikt wordt door Oostenrijk aan een kunstenaar voor uitzonderlijke prestaties.
De prijs werd ingesteld in 1950 door de toenmalige minister van Onderwijs Felix Hurdes. De prijs wordt gegeven op aanbeveling van de Oostenrijkse Kunst Senaat voor literatuur, muziek, beeldende kunst of architectuur. Sinds 1971 wordt nog slechts een prijs per jaar verleend. Er is daarbij geen vaste volgorde tussen de verschillende kunstsectoren. Sinds 2003 is aan de prijs een bedrag van 30.000 euro verbonden. 

## Ontvangers

### Muziek
- 1950: Joseph Marx
- 1951: Egon Kornauth
- 1953: Paul Angerer, Johann Nepomuk David
- 1955: Josef Matthias Hauer
- 1956: Hans Erich Apostel, Otto Siegl
- 1957: Hans Gál
- 1959: Theodor Berger, Alfred Uhl
- 1961: Egon Wellesz
- 1963: Ernst Krenek
- 1965: Gottfried von Einem
- 1966: Hanns Jelinek
- 1967: Karl Schiske
- 1968: Erich Marckhl
- 1969: Anton Heiller
- 1970: Marcel Rubin
- 1976: Cesar Bresgen
- 1981: Roman Haubenstock-Ramati
- 1986: Friedrich Cerha
- 1990: György Ligeti
- 1992: Kurt Schwertsik
- 2002: Hans Karl Gruber
- 2006: Georg Friedrich Haas
- 2010: Olga Neuwirth
- 2014: Beat Furrer
- 2019: Thomas Larcher

### Beeldende kunst
- 1951: Alfred Kubin
- 1952: Albert Paris Gütersloh
- 1954: Herbert Boeckl
- 1955: Oskar Kokoschka, Fritz Wotruba
- 1956: Alfred Wickenburg
- 1957: Karl Sterrer
- 1958: Toni Schneider-Manzell
- 1960: Max Weiler, Ferdinand Kitt
- 1962: Josef Dobrowsky
- 1963: Arnold Jakob Clementschitsch
- 1965: Sergius Pauser
- 1966: Hans Fronius
- 1968: Kurt Moldovan
- 1969: Rudolf Hoflehner
- 1973: Joannis Avramidis
- 1978: Arnulf Rainer
- 1980: Friedensreich Hundertwasser
- 1985: Walter Pichler
- 1988: Maria Lassnig
- 1993: Bruno Gironcoli
- 1996: Günter Brus
- 1997: Christian Ludwig Attersee
- 2003: Siegfried Anzinger
- 2005: Hermann Nitsch
- 2008: Karl Prantl
- 2009: Brigitte Kowanz
- 2013: Erwin Wurm
- 2017: Renate Bertlmann
- 2021: Martha Jungwirth

### Architectuur
- 1950: Josef Hoffmann
- 1953: Clemens Holzmeister
- 1954: Max Fellerer
- 1958: Erich Boltenstern
- 1962: Roland Rainer
- 1965: Josef Frank
- 1967: Franz Schuster
- 1971: Gustav Peichl
- 1975: Karl Schwanzer
- 1983: Hans Hollein
- 1999: Wolf Prix met Coop Himmelb(l)au
- 2000: Wilhelm Holzbauer
- 2004: Günther Domenig
- 2011: Heinz Tesar
- 2015: Elke Delugan Meissl, Roman Delugan
- 2020: Laurids Ortner en Manfred Ortner